# Лоран Боннар
Лоран Боннар (фр. Laurent Bonnart, нар. 25 грудня 1979, Шамбре-ле-Тур) — французький футболіст, захисник. Насамперед відомий виступами за клуби «Ле-Ман» та «Марсель».

## Ігрова кар'єра
У дорослому футболі дебютував 1997 року виступами за «Тур», в якому провів один сезон, взявши участь лише у 16 матчі чемпіонату.
Своєю грою за цю команду привернув увагу представників тренерського штабу «Ле-Мана», до складу якого приєднався влітку 1998 року. З 2004 року став капітаном команди. Відіграв за команду з Ле-Мана загалом дев'ять сезонів своєї ігрової кар'єри. Більшість часу, проведеного у складі «Ле-Мана», був основним гравцем захисту команди і двічі допоміг команді вийти до Ліги 1.
Влітку 2007 року уклав контракт з «Олімпіком» (Марсель), у складі якого провів наступні три роки своєї кар'єри гравця. Граючи у складі «Олімпіка» також здебільшого виходив на поле в основному складі команди і в останньому сезоні допоміг клубу виграти національний чемпіонат, суперкубок та кубок ліги.
Протягом сезону 2010–11 років захищав кольори «Монако», після якого монегаський клуб вилетів з Ліги 1 і Боннар покинув клуб.
До складу «Лілля» приєднався 18 липня 2011 року. У команді з Лілля Боннар не був основним гравцем, провівши за два роки лише 16 матчів в національному чемпіонаті.
Влітку 2013 перейшов до іншого клубу Ліги 1 — «Аяччо», який у сезоні 2013/14 боровся за виживання та опустився до Ліги 2. У липні 2014 перейшов до клубу Ліги 2 «Шатору», в якому після одного сезону і завершив кар'єру.

## Досягнення
- Чемпіон Франції: 2009—10
- Володар Суперкубка Франції: 2010
- Володар Кубка французької ліги: 2009—10